# Овиновичі
Овиновичі (рос. Овиновичи) — присілок у Лузькому районі Ленінградської області Російської Федерації.
Населення становить 6 осіб. Належить до муніципального утворення Торковичське сільське поселення.

## Історія
Згідно із законом від 28 вересня 2004 року № 65-оз належить до муніципального утворення Торковичське сільське поселення.

## Населення
| 1838 | 1857 | 1862 | 1882 | 1997 | 2007 | 2010 |
| ---- | ---- | ---- | ---- | ---- | ---- | ---- |
| 41   | ↗51  | →51  | ↗79  | ↘4   | ↘2   | ↗6   |